# Ernst Bieber
Ernst Bieber (* 7. Oktober 1845 in Hamburg; † 22. April 1888 in Kapstadt) war ein deutscher Diplomat und Generalkonsul.

## Beruflicher Werdegang
Schulische Ausbildung erhielt Ernst Bieber zuerst durch zwei verschiedene Hauslehrerschulen und kam dann an die Gelehrtenschule des Johanneums nach Hamburg. Von dort wechselte er an die Akademie Lausanne, wo er 1865 das Abitur ablegte. Daraufhin begann er ein Studium der Rechtswissenschaften an den Universitäten in Heidelberg und Leipzig. Seine Promotion erhielt er im Sommer 1869 als Dr. jur. Mit diesem Berufsabschluss wurde er als Advokat sowie Sachwalter tätig und absolvierte 1870 für fünf Monate eine militärische Ausbildung.

## In Ostasien
Nach Beendigung des Militärdienstes unternahm Ernst Bieber 1872 für zwei Jahre eine Geschäftsreise nach Japan. Mit seiner Rückkunft erfolgte seine Einberufung in den Auswärtigen Dienst. Hier schlug er eine konsularische Laufbahn ein. Schon ein Jahr später legte er die vorgeschriebenen konsularischen Prüfungen ab und wurde anschließend zum preußischen Konsulat nach Singapur entsandt. Dort übernahm er im Juni 1875 als zweiter Konsul Preußens im Juni 1875 die Geschäfte. Sein Vorgänger war Ottmar von Mohl (1846–1922). Während dieser Aufenthaltszeit in Singapur unterhielt er ein enges persönliches Verhältnis zum belgischen Konsul Henri H. Hinnekindt. Dessen Tochter Eugenie heiratete Bieber 1879. Dem Konsulat in Singapur stand er bis Mai 1883 vor. Sein Nachfolger wurde Hermann Rettich. Nach seiner Ablösung in Singapur wechselte Ernst Bieber in gleicher Position nach Straits Settlements, der damaligen englischen Kronkolonie. Seinen Geschäftssitz in Singapur behielt er jedoch bei. Von dort wurde er 1884 zur kommissarischen Beschäftigung ins Auswärtige Amt nach Berlin gerufen. Seine Verwendung erfolgte in der Abteilung II (Handelspolitik und Recht).

## Einsatz in Afrika
Im September 1884 nahm Ernst Bieber an einem Treffen mit Otto von Bismarck und hanseatischen Kaufleuten teil, das die Verwaltung der deutschen Kolonien in Westafrika klären sollte. Kurz danach wechselte er von Berlin nach Kapstadt. Dort übernahm er die kommissarische Leitung des Konsulats als erster deutscher Diplomat am 14. November 1884. Im April des Folgejahres wurde er Generalkonsul des zum Generalkonsulat umgewandelten vorherigen Konsulats. Mit der Entwicklung der deutschen Kolonien in Afrika erhielt er ab 1886 zusätzlich Teilaufgaben als Vermesser für das Schutzgebiet Deutsch-Südwestafrika. Bieber verstarb in Afrika im Frühjahr 1888. Sein Amt als Leiter des Generalkonsulats in Kapstadt übernahm daraufhin Ernst Heinrich von Treskow.

## Familie
Die Eltern von Ernst Bieber waren der Kaufmann Claeres Julius Bieber und seine Ehefrau, die Belgierin Caroline geborene Kroll. Der Sohn selbst heiratete 1879 die Tochter des belgischen Konsuls in Singapur. Aus dieser Ehe gingen zwei Töchter hervor.